# Daina Skadmane
Daina Skadmane (ur. 19 marca 1990 w Rydze, zm. 21 listopada 2013 tamże) – łotewska malarka, znana głównie z dzieł, które odnosiły się tematycznie do Holokaustu na Łotwie, siostra bliźniaczka malarki Andy Skadmane, jedna z ofiar katastrofy budowlanej supermarketu Maxima w Rydze.

## Życiorys
Miała siostrę bliźniaczkę Andę Skadmane, która podobnie jak ona, została malarką, ponadto młodszą siostrę i starszego brata.
Daina Skadmane i Anda Skadmane od piątego roku życia interesowały się malarstwem i brały udział w konkursach malarskich dla dzieci. Gdy miały 13 lat, pod wpływem swojej nauczycielki stworzyły wiele dzieł o tematyce Holokaustu na Łotwie. Swoją pierwszą wystawę zorganizowały w wieku 14 lat w porcie lotniczym Ryga. Diana Skadmane ukończyła technikum artystyczne w Rydze i w 2012 zaczęła studiować sztukę ziemi na Łotewskiej Akademii Sztuki.
Dzieła Diany Skadmane charakteryzowały się między innymi tym, że często były malowane na starym papierze, mającym przeważnie od 60 do 80 lat, czyli stworzonym, w czasie kiedy miała miejsce Zagłada Żydów. Między 2001 a 2013 stworzyła ponad 340 dzieł.
Jej prace zostały zarchiwizowane przez Uniwersytet Bostoński. Znalazły się także w prywatnej kolekcji Kamili, księżnej Kornwalii, i laureata Pokojowej Nagrody Nobla Eliego Wiesela, który sam ocalał z Holocaustu.
Daina Skadmane i jej ojciec Jānis zginęli w katastrofie budowlanej supermarketu Maxima w Rydze z 21 listopada 2013. Daina Skadmane została pochowana na Cmentarzu Leśnym w Rydze. 16 stycznia 2018 w galerii sztuki Rietumu Capital Centre otworzono Wystawę Śmierci ku pamięci artystki.

## Wybrane dzieła

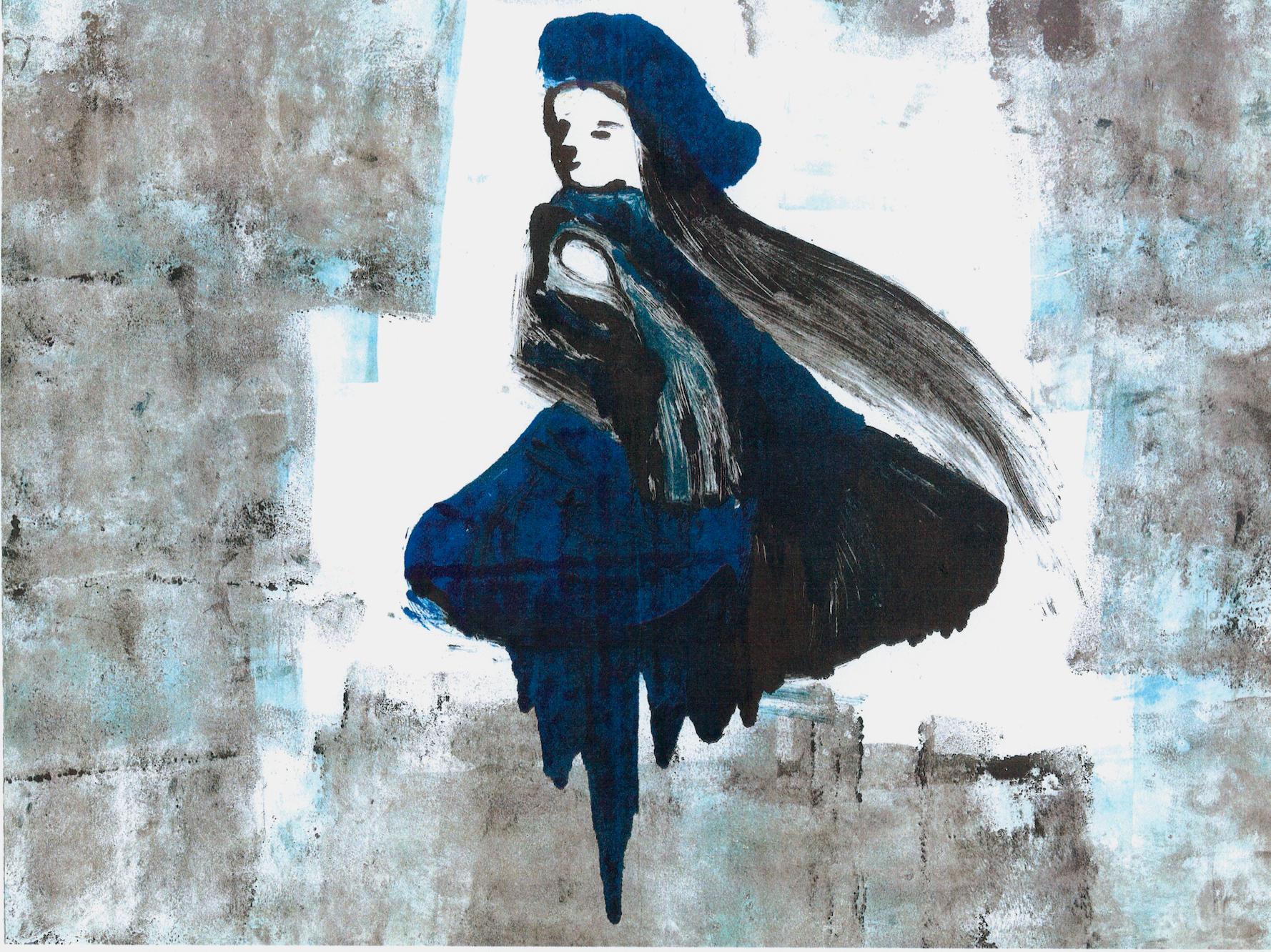
Frida Michelson
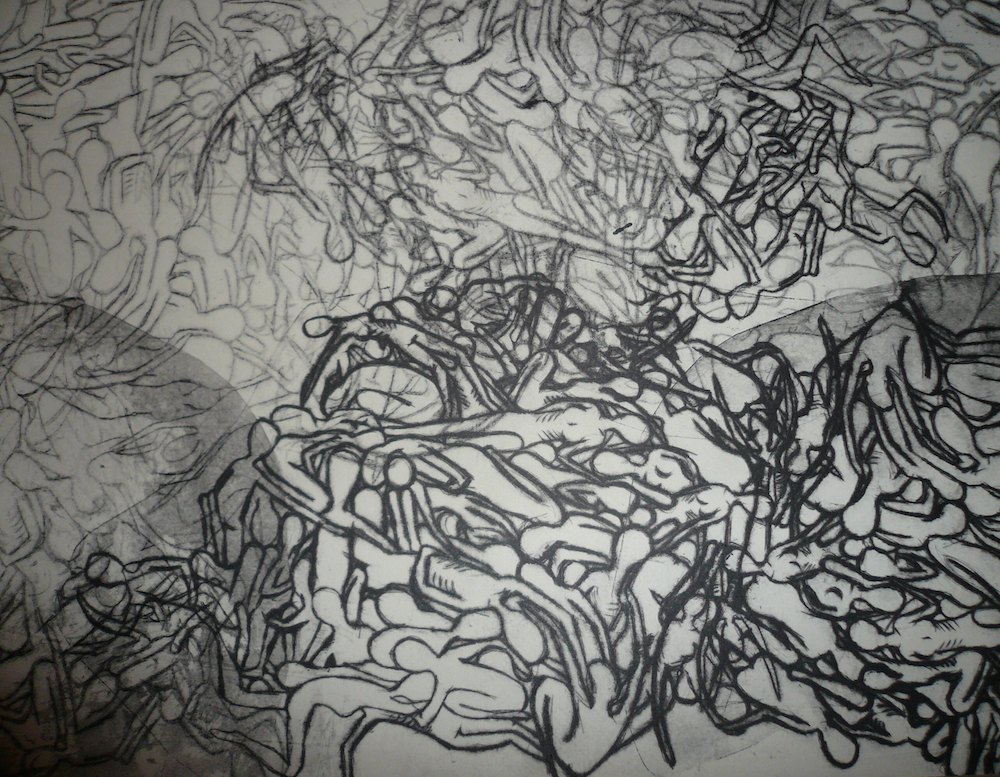
Masakra w Rumbuli
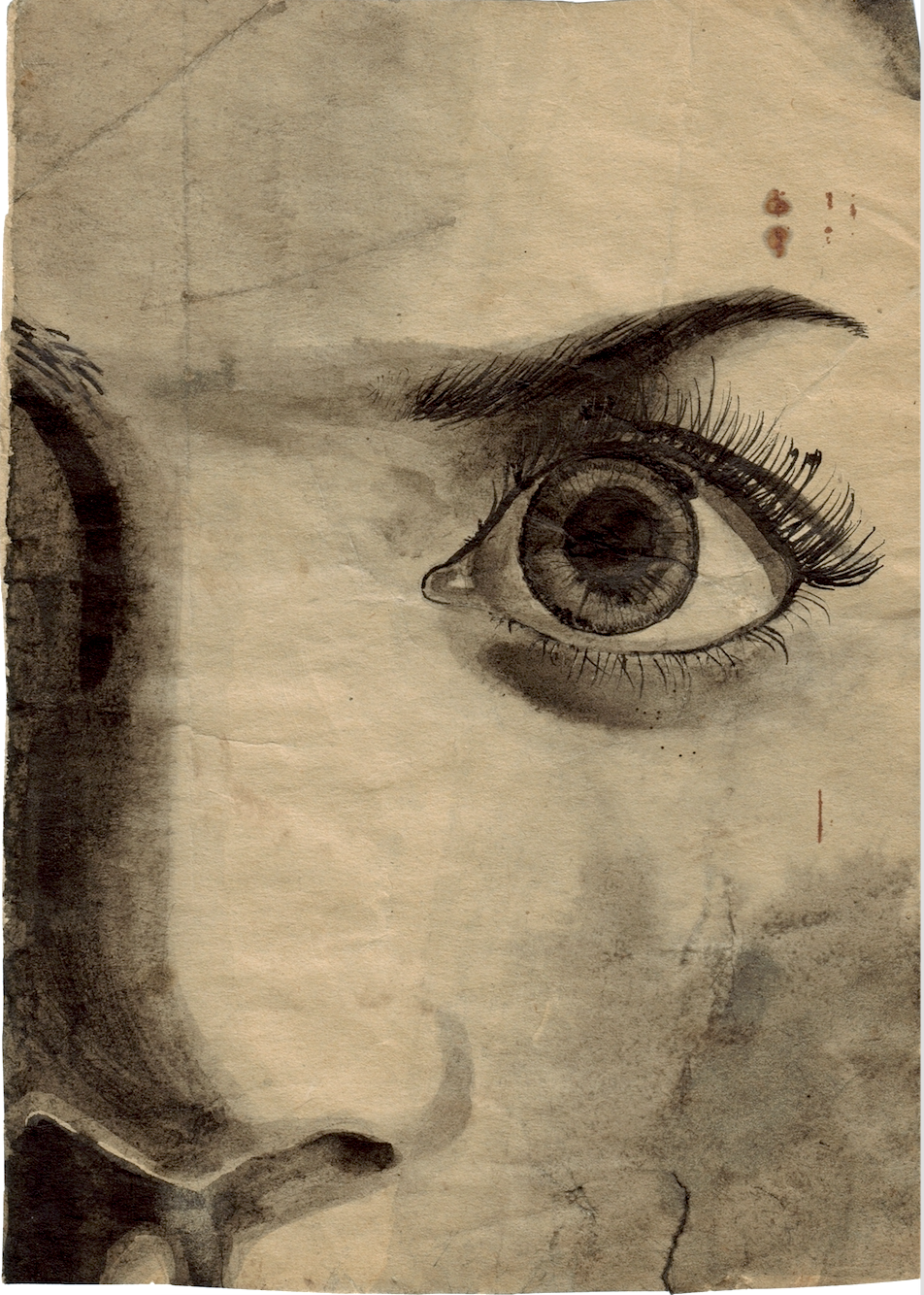
Ostatnie spojrzenie
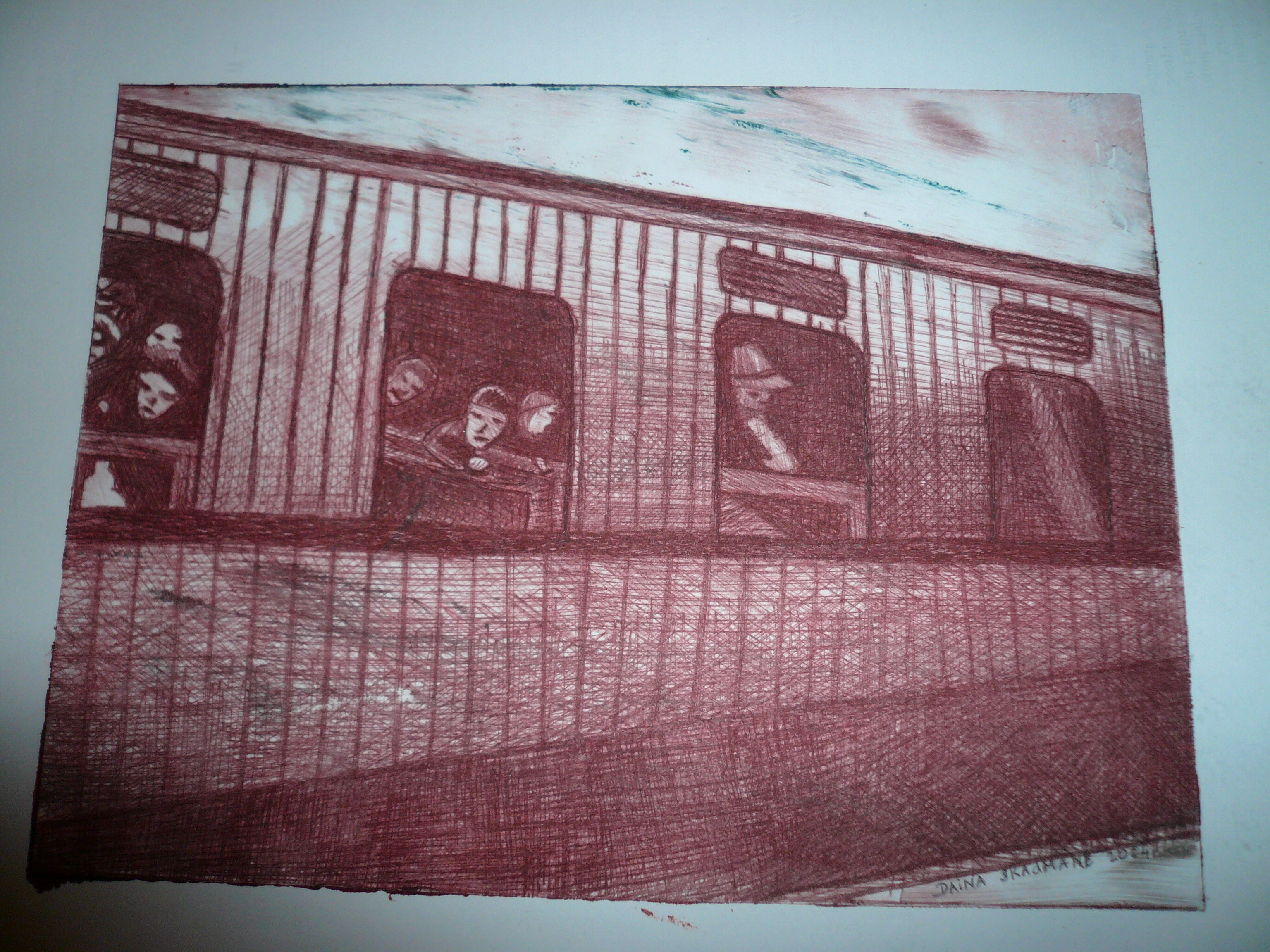
Pociąg do getta w Rydze
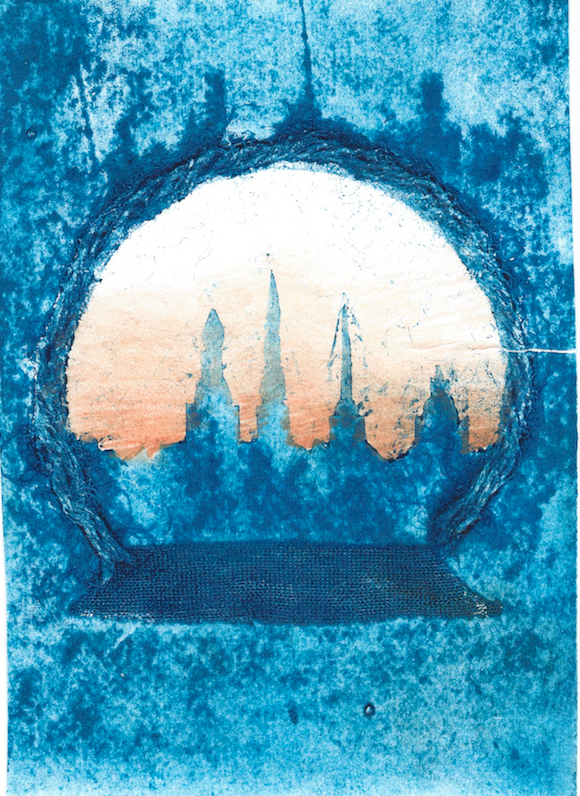
Skyline Christmas
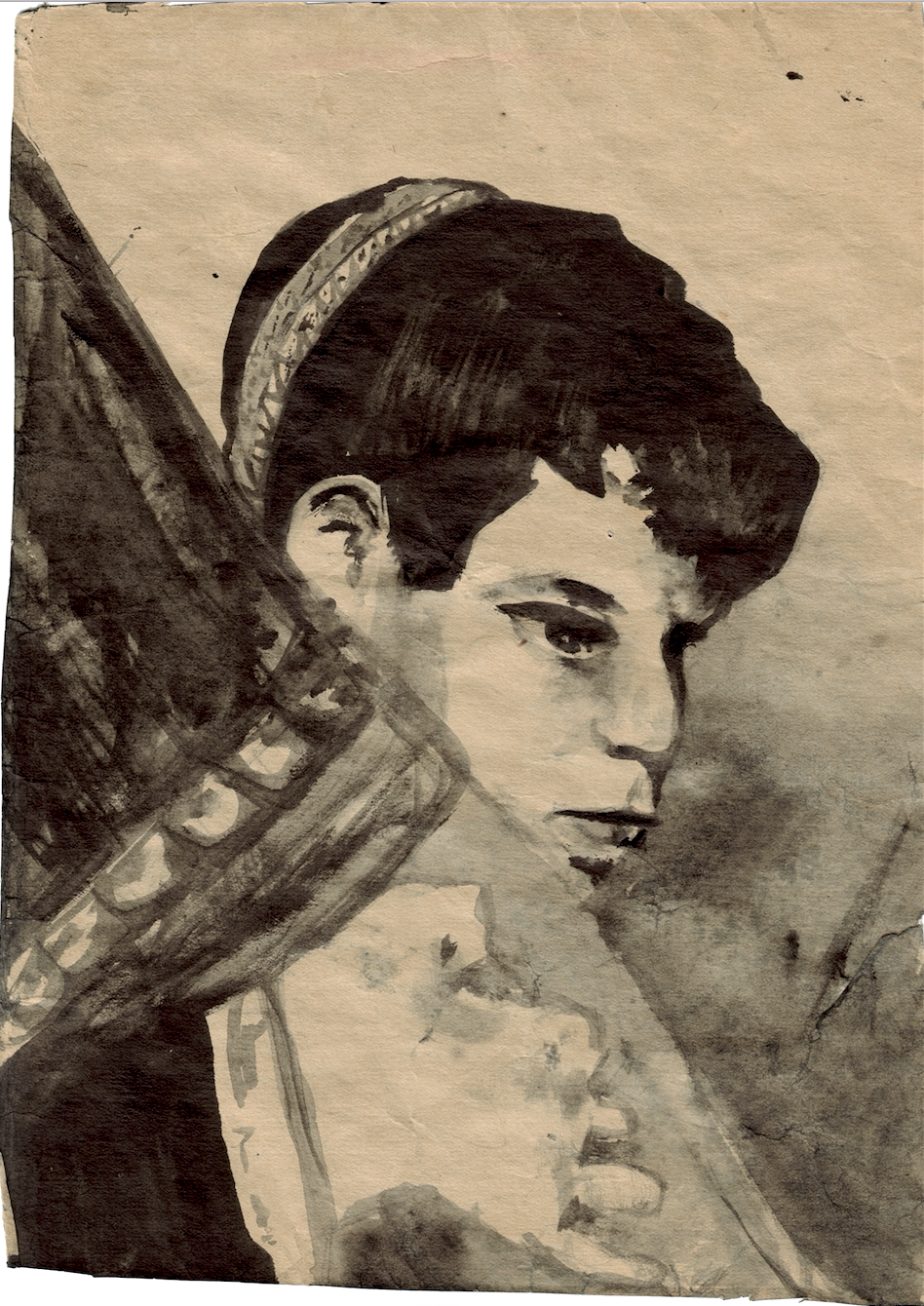
Żydowski chłopiec